# 베님 아듬 멜레크
《베님 아듬 멜레크》(튀르키예어: Benim Adım Melek)는 2019년 방영된 터키의 텔레비전 드라마이다.